# Měděnec (Jizerské hory)
Měděnec (německy Kupferberg) je nejvyšší vrchol Libverdské vrchoviny, součásti Jizerských hor, dosahující výšky 777 m n. m. Nachází se v severní části České republiky, a to nedaleko Nového Města pod Smrkem v okrese Liberec. Vyskytují se zde zelenošedé chlorit-muskovitické svory, na něž se vážou ložiska cínové a měděné rudy, která se zde od 16. století také těžila. Od druhé světové války již těžba neprobíhá a v opuštěných štolách zimují netopýři. Vedle nich zde ve starých bučinách žije též holub doupňák či šplhavci. Měděnec je součástí chráněné krajinné oblasti Jizerské hory. V červnu 1941 došlo v lokalitě k tragické události, kdy do hory narazil německý letoun Heinkel He 111 B letící z francouzského Lille do polského Grójecu. Celá pětičlenná posádka letadla na místě zahynula.

## Popis

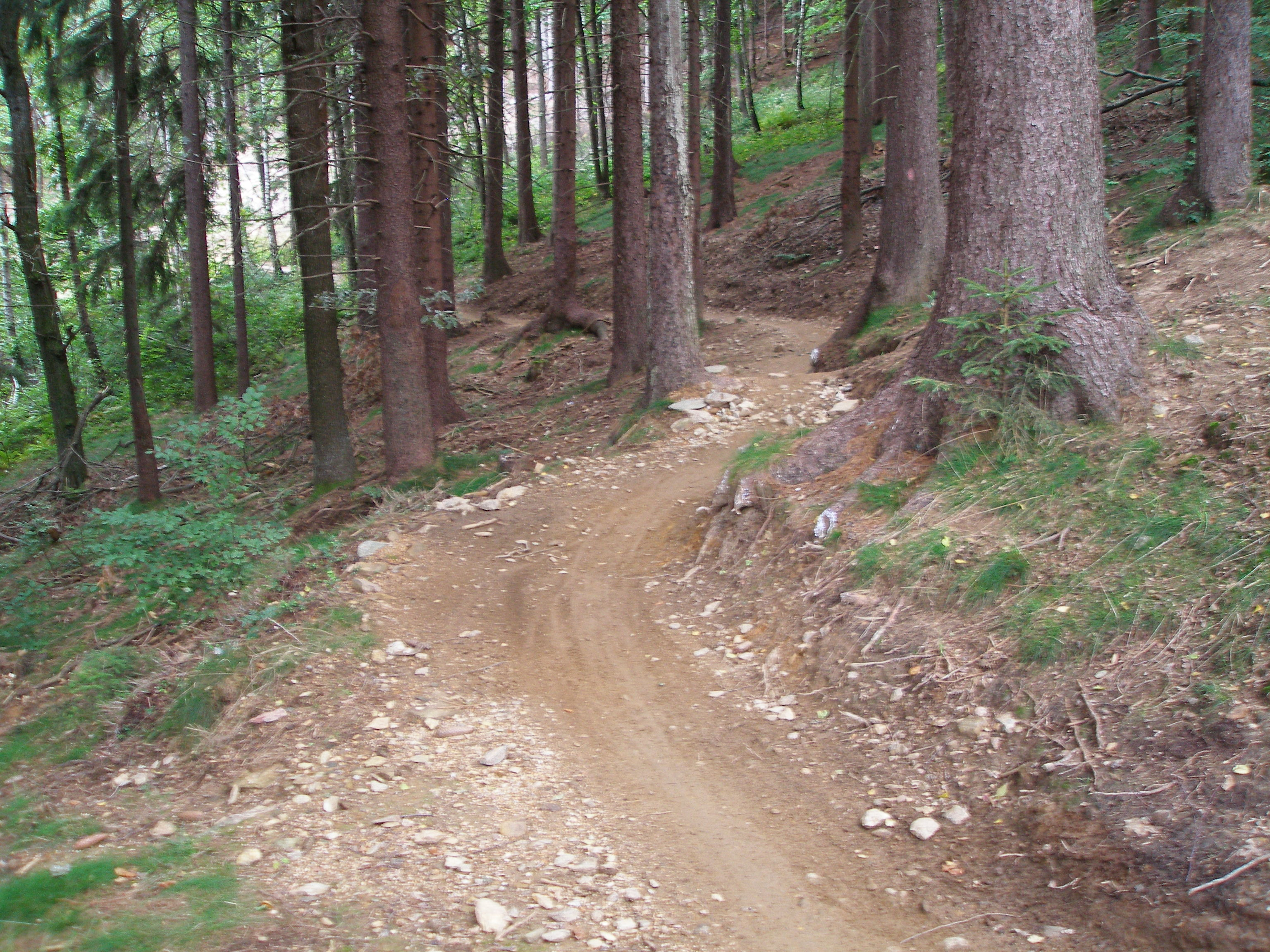
Trasa Singltreku pod Smrkem

Vrchol homolovitého tvaru dosahující nadmořské výšky 777 m n. m. se nachází ve vzdálenosti 2,5 kilometru jihovýchodně od Nového Města pod Smrkem. Jeho západní a jižní svahy se prudce svažují k sedlu, jímž protéká Ztracený potok. Ten Měděnec odděluje od Svinského vrchu (756 m n. m) a od maloplošné přírodní památky Pod Smrkem. Na jihovýchodní straně se nachází rozsocha o nadmořské výšce 716 m n. m, jejíž jižní strana se svažuje k rozcestí Streitův obrázek (700 m n. m). Jihovýchodně od Streitova obrázku se zdvihá masiv Smrku, nejvyšší hory české části Jizerských hor. Východní strana Měděnce klesá do sedla, jímž protéká řeka Lomnice, jež Měděnec odděluje od Rapické hory (708 m n. m). Na severní straně se Měděnec svažuje do luk u Nového Města pod Smrkem.
Na svazích Měděnce se nenacházejí žádné stavby. Jen na vrcholu stávala ještě v robě druhé světové války malá dřevěná rozhledna či pozorovatelna (pravděpodobně věž signalizující bod jednotné trigonometrické sítě katastrální (JTSK) I. řádu). Po svazích vrcholu jsou vedeny lesní komunikace (pěšiny), ovšem přímo na vrchol žádná z nich nevede. Podél obou vodních toků je navíc vedena asfaltem zpevněná lesní silnice. Část těchto komunikací je využívána pro trasy Singltreku pod Smrkem.

## Historie

### Těžba

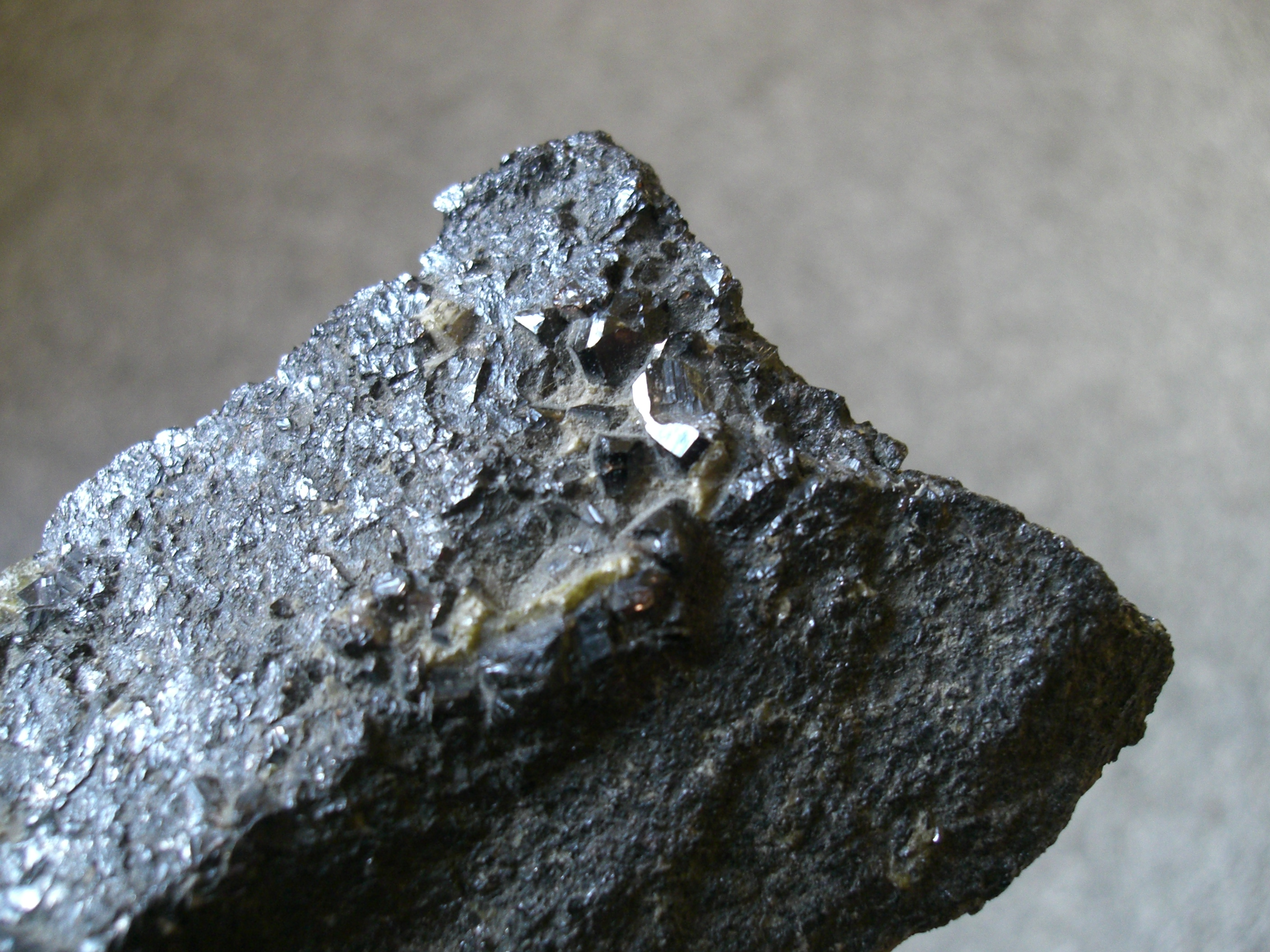
Hornina obsahující kasiterit se v dolech v Měděnci těžila od 16. století

Koncem 16. století se v okolí dnešního Nového Města pod Smrkem započalo s důlní těžbou cínu. První zmínka o nich pochází z roku 1576 a během 80. let téhož století sem majitelé zdejšího panství – Redernové – pozvali horníky z oblastí Krušnohorska a Tyrolska. Ti tu otevřeli desítky jam a štol, z nichž většina byla na Měděnci, Rapické hoře a Svinském vrchu. Z cínu se vyrábělo nádobí (mísy či talíře), dále svícny, nočníky, ale také rakve. Do roku 1622, kdy museli Redernové kvůli podpoře protestantů během stavovského povstání panství opustit, bylo otevřeno sedmdesát důlních děl, přičemž do současnosti se podařilo z tohoto počtu přesně lokalizovat a pojmenovat jen asi dvanáct z nich. Sedmnáct štol z původního počtu se nacházelo také v Měděnci. Byly jimi například „Erasmus“, „Oukrop“, „Nadílka štěstí“, „Nebeské vojsko“ či „Petr a Pavel“. Těžba byla sice manuálně náročná, ale zato výnosná a napomáhala rozvoji zdejšího kraje spadající pod frýdlantské panství, a to zvláště za dob vlády šlechtice Melchiora z Redernu. Pro horníky dokonce v roce 1584 založil blízké město nazvané Nové České Město (německy Böhmisch Neustatt), dnes Nové Město pod Smrkem. Pozdější majitelé panství – Gallasové – sice také ještě těžili, avšak výtěžnost dolů výrazně poklesla a výnosy již nikdy nedosáhly původních hodnot. Horníci se tak museli z práce v dolech přeorientovat na práci na pilách a v textilnictví.
Po druhé světové válce byl prováděn rudný průzkum, jehož výsledkem byla v roce 1953 zpráva, která uvádí, že kasiteritu (tedy rudy, z níž se cín získává) je v této lokalitě značné množství, avšak s ohledem na jeho rozptýlení je nevýhodné jej dostupnými prostředky těžit.
Dobývání kasiteritu bylo manuálně náročné, neboť bezbarvá hornina tvoří zrna o velikosti 0,02 až 0,8 mm. Dnes není známo, jak tyto zrnka havíři v hornině vůbec rozeznávali. Jednotlivé štoly se za svitu kahanu razily ručně sekáčem pouze za pomoci ohně a vody. Skála proto byla obkládána roštím a nahřívána ohněm, aby byla křehčí a bylo ji tak snadné dobýt. Pracovní doba v dolech byla sedm hodin denně, šest dní v týdnu. Za jednu směnu mohl havíř vysekat maximálně půl metrů kamene, přesto některé chodby dosahují délky až jednoho kilometru.
V opuštěných štolách podle pověsti bloudí přízrak zvaný Berggeist (Horní duch). Je duchem starého důlního dozorce, který prý na smrtelné posteli umluvil Boha, aby mohl i po smrti hlídat důlní chodby a pomáhat horníkům. Má obvykle podobu havíře majícího zahalený obličej, ale někdy i mnicha nebo pouze myši. Horníky jednak varuje před neštěstím, ale také je upozorňuje na lokality s výskytem bohatých rudných žil. Nesnáší však zbytečný rámus a jeho případné původce trestá i smrtí.

### Letecká nehoda

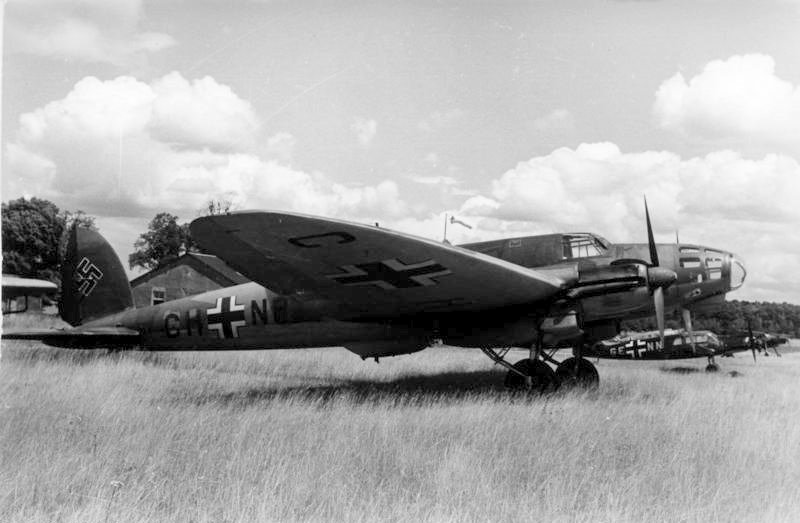
Heinkel He 111 E, napohled téměř shodná verze B se lišila jen použitými motory DB 600

Během druhé světové války, v roce 1941, došlo na Měděnci k tragické nehodě letounu Heinkel He 111 B patřícímu německé Luftwaffe. Tyto letouny byly využity již při bojích ve španělské občanské válce a v roce 1940 byly kvůli svému technickému zastarání staženy z výzbroje. Využívaly se pro výcvikové účely a byly umístěny na základnu poblíž francouzského města Lille. Zde měla svoji základnu první a druhá bojová eskadra KG 53 disponující modernějšími letouny Heinkel He 111 H-6, odkud po porážce Německa v bitvě o Británii těmito letouny podnikala ojedinělé útoky na Londýn. V rámci této eskadry byla zřízena i čtvrtá – školní – skupina, která dostala k výcviku právě letouny Heinkel He 111 B.
Dne 16. června 1941 byla celá eskadra převelena na polská letiště u Radomi, Radzyně a Grójece, odkud pak letouny vystartovaly ke shození prvních bomb na letiště v Sovětském svazu, k čemuž došlo 22. června 1941 ve 3.15 hodin. To mělo za následek rozpoutání války se Sovětským svazem. Do Polska se vedle letadel přesunoval i proviant a další vybavení. Přesun se uskutečnil 17. června 1941 a protože již všechny bojové letouny z Francie do Polska odletěly, zapůjčila pro tento přesun svůj (zastaralejší) letoun čtvrtá skupina, která až do zahájení invaze do Sovětského svazu zůstávala u Lille. Letounem označeném PB + AW směřujícím do Grójecu tehdy letěla pětičlenná posádka skládající se z rotmistrů Hanse Abeho a Adolfa Schormanna, kteří cestovali s poddůstojníky Peterem Jenissenem, Fritzem Schumacherem a poručíkem Hayo Müllerem. Letadlo v mlze před večerem letělo od západu přes Svinský vrch a pilot zřejmě v poslední chvíli stoupal s letounem vzhůru proti svahu Měděnce. Sklon kopce však byl příliš strmý na to, aby se mu letadlo vyhnulo, a to tak dosedlo naplocho a svou setrvačností pokračovalo ještě několik metrů vzhůru až k osamělému balvanu místními nazývanému Der kleine Stein (Malý kámen), který se nachází poblíž vrcholové skály (zdejšími nazývanou Der grosse Stein, tedy Velký kámen). Při nárazu letadlo neexplodovalo, ale oba jeho motory Daimler-Benz DB 600 spolu se střední částí trupu a kabinou pro posádku začaly hořet.
O nehodě nikdo z lidí v okolí Měděnce nevěděl. Až v neděli 29. června, tedy 12 dní od nehody, se z Nového Města pod Smrkem vydal tamní školník Bertheyer spolu se svojí manželkou a dcerou Margit na výlet k dřevěné trigonometrické věži, jež stála na vrcholu kopce. Když jejich dcera oběhla vrcholovou skálu Měděnce, nalezla ve svahu zčásti ohořelá mrtvá těla v pokročilém stavu rozkladu a kolem zbytky letounu. Nález oznámili místní policii a letecké technické komando následně zajistilo transport trosek k silnici a následně na nádraží.
V místě nehody je na stromě umístěn pomníček připomínající toto neštěstí.

## Přírodní poměry

### Geologie a geomorfologie
Na Měděnci vystupují zelenošedé chlorit-muskovitické svory, na které se vážou ložiska cínové a vzácněji též měděné rudy. Cínové zrudnění se vyskytuje ve fylitických svorech předprvohorního stáří, jež se táhnou v pásu od Nového Města pod Smrkem až k polskému městu Gierczyn. V severním úbočí se nachází též amfibolit a na úpatí severní strany jsou hrubozrnné plástevné biotit-muskovitické ortoruly. V nižších stupních svahů se nachází silně kyselá hnědá půda (dle Morfogenetického klasifikačního systému půd (MKSP) je to tzv. kambizem dystrická).
Z geomorfologického hlediska patří Měděnec do Jizerských hor, tedy Krkonošské oblasti Krkonošsko-jesenické subprovincie náležící do České vysočiny, resp. do jejího geomorfologického podcelku Smrčské hornatiny, v níž je součástí Vysokého jizerského hřbetu, konkrétně Libverdské vrchoviny. Od svahů Smrku je oddělen sedlem u Streitova obrázku dosahujícím nadmořské výšky 693 m n. m.
Reliéf Měděnce se formoval prvohorním variským vrásněním, během něhož došlo k vystoupení krkonošsko-jizerského plutonu. Při následujících saxonských pohybech, vyvolaných alpinským vrásněním probíhajících ve třetihorách, došlo k vyzdvižení vrcholů do současných nadmořských výšek.

### Podnebí a hydrologie
Na zdejší podnebí má vliv skutečnost, že je oblast spíše součástí polských a německých nížin, oddělená od zbytku České republiky hradbou Jizerských hor a Krkonoš. Oblast je také mírně zatížena srážkami oproti zbytku hor, i když i tak jsou zde srážkové úhrny vyšší, než ve zbytku republiky. Objevují se též horizontální srážky kondenzující z častého výskytu mlh, které jsou v zimě ve formě námraz. Severní partie vrcholu bývají vystaveny silným větrům.
Oblast Měděnce patří k úmoří Baltského moře. Jihovýchodně od vrcholu se nachází prameniště řeky Lomnice i Ztraceného potoka. Lomnice obtéká vrchol z východní strany sedlem oddělujícím Měděnec od Rapické hory. Naopak na západní straně sedlem, které vrchol odděluje od Svinského vrchu, protéká Ztracený potok. Jižně od Hajniště se potok vlévá do říčky Lomnice, jež se pak následně v Raspenavě vlévá do řeky Smědé. V údolí Ztraceného potoka vyvěrají prameny kyselky kalcium-bikarbonátového složení proplyněné CO2. Zdejší podloží je totožné s tím, z něhož vyvěrají léčivé vody v Lázních Libverdě. Zdejší nejsilnější pramen objevil J. N. Legler, kovář z Nového Města pod Smrkem. Protože se však roku 1861 rozhořely spory o využívání vody mezi majiteli frýdlantského panství (rodem Clam-Gallasů) na jedné straně a městem Nové Město pod Smrkem na straně druhé, byl tento pramen zasypán. Nad pramenem zvaným Sauerbrunn (neboli Kyselá studně, tedy Kyselka), který se nachází nejblíže Novému Městu, byl roku 1907 zbudován dřevěný přístřešek, na jehož zdi je umístěna tabule s přesným složením minerálního pramene. Výše po proudu pramení druhá kyselka, jejíž prameniště však není nikterak turisticky upraveno. Pramen zde vyvěrá přímo ze země a je zakryt pouze železným poklopem.

### Flora a fauna

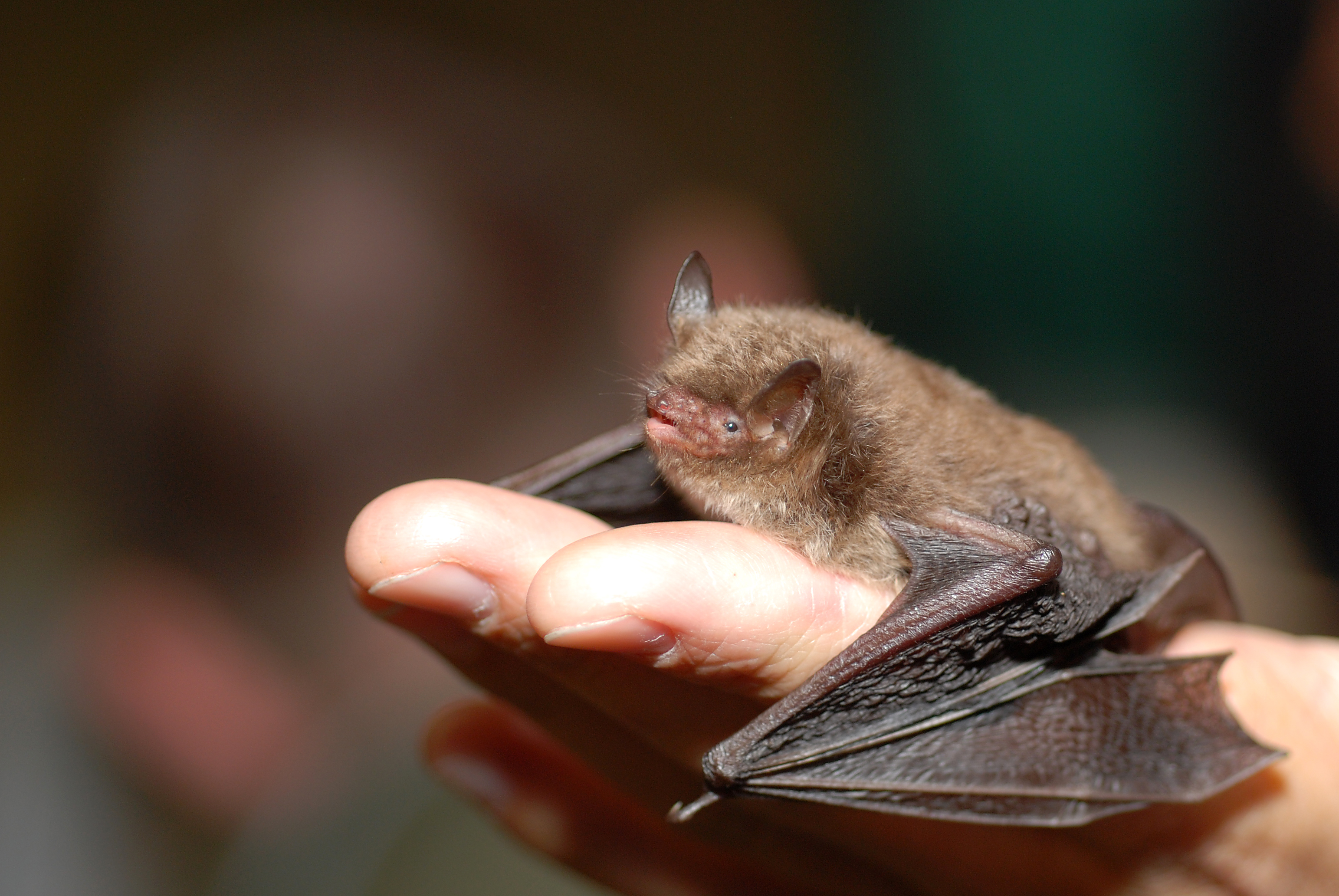
Nejhojněji zimujícím netopýrem v opuštěných štolách je netopýr vodní (Myotis daubentoni), jehož zdejší kolonie je nejpočetnější v celé České republice

Na jihozápadních svazích rostou staré bučiny, které mají značný význam pro zdejší lesní faunu (žijí zde například holub doupňák či šplhavci). Dále zde rostou kleny a na vlhčích místech též jasany. Nalézt je možné ovšem také rostliny, které nejsou náročné na množství živin v půdě, tedy biku hajní (Luzula luzuloides), metličku křivolakou (Avenella flexuosa), černýše lučního (Melampyrum pratense) či pstročku dvoulistou (Maianthemum bifolium).
Ve štolách vzniklých těžební činností nacházejí svá zimoviště netopýři, kteří pro své zimování potřebují relativně úzký rozptyl teplot. Štoly se nacházejí v nadmořské výšce 520–720 m. Netopýři v nich zimují volně na stěnách, v puklinách mezi svorovými deskami, v otvorech po vrtacích tyčích, ale také v suti na dně štoly. Nejhojněji (cca 65 %) se zde vyskytuje netopýr vodní (Myotis daubentoni), který se sice vyskytuje na celém území České republiky, ale jeho zdejší kolonie je nejpočetnější. Nalézt lze i druhy netopýr ušatý (Plecotus auritus) a netopýr dlouhouchý (Plecotus austriacus). Výskyt obou těchto druhů je celkově 14,5 %. Dalším druhem je netopýr velký (Myotis myotis), jenž je zastoupen v asi 10 procentech, a zde zimuje například i v puklinách pod úrovní dna štoly. V této lokalitě hibernuje také světově ohrožený netopýr pobřežní (Myotis dasycneme). Jeho počty zde však klesají, což může být způsobeno změnami na letních koloniích tohoto druhu, jež se mohou nacházet ve vzdálenosti několika desítek či stovek kilometrů (i mimo území České republiky). Nepravidelně se v lokalitě vyskytuje netopýr řasnatý (Myotis nattereri) a výjimečně též netopýr velkouchý (Myotis bechsteini). U samce druhu netopýra velkého se nejvýrazněji projevila věrnost tomuto zimovišti, neboť celkem 12 let bez přerušení zde zimoval. Nejvěrnější samicí byla příslušnice ohroženého druhu netopýra pobřežního, která na stejné zimoviště přilétala bez přerušení 9 let. Zdejší lesy navíc netopýři využívají pro své letní úkryty a také jako potravní zdroje.

## Turistika
Kolem vrchu Měděnce (po východní straně) vede z Nového Města pod Smrkem zelená trasa místní naučné stezky. Jihovýchodně od vrchu se nachází turistický rozcestník nazvaný „Streitův obrázek“, odkud je možné se vydat po modré turistické značce k dalšímu rozcestníku „U Kyselky“ (v blízkosti pramenů) trasou, která prochází údolím Ztraceného potoka k Novému Městu pod Smrkem (na rozcestí „U Spálené hospody“). Nebo po modré či zelené turistické značce na vrchol Smrku, a nebo žlutou značkou údolím Lomnice, kde je vedena i červená trasa místní naučné stezky.
Okolo vrchu Měděnce byla zřízena poprvé v Česku sít stezek pro terénní cyklisty, tzv. singletreky. Zdejší síť stezek čítá 80 km tras různých obtížností.
| Růžice kompasu | Nové Město pod Smrkem |         | Rapická hora | Růžice kompasu |
| Růžice kompasu | Svinský vrch          | Sever   |              | Růžice kompasu |
| Růžice kompasu | Svinský vrch          | Měděnec |              | Růžice kompasu |
| Růžice kompasu | Svinský vrch          | Jih     |              | Růžice kompasu |
| Růžice kompasu |                       | Smrk    |              | Růžice kompasu |